# Raton (Nouveau-Mexique)
Pour les articles homonymes, voir Raton.
La ville de Raton (en anglais [rəˈtoʊn]) est le siège du comté de Colfax, situé dans l’État du Nouveau-Mexique, aux États-Unis. Sa population s’élevait à 6 885 habitants lors du recensement de 2010, estimée à 6 035 habitants en 2018.

## À noter
Raton est mentionnée dans le roman de Jack Kerouac Sur la route.

## Source
- (en) Cet article est partiellement ou en totalité issu de l’article de Wikipédia en anglais intitulé « Raton, New Mexico » (voir la liste des auteurs).

1. ↑  (en) « Population and Housing Unit Estimates »
2. ↑  (en) « Census of Population and Housing », Census.gov (consulté le 4 juin 2015)